# Can Vendrell (Cervelló)
Can Vendrell és una obra del municipi de Cervelló (Baix Llobregat) inclosa en l'Inventari del Patrimoni Arquitectònic de Catalunya.

## Descripció
Es tracta d'una casa aïllada de planta quadrada. Consta de planta baixa i dos pisos amb la coberta plana. En un costat hi ha un cos adossat i del terrat surt una petita torre. La façana principal s'estructura en tres eixos vertical i tres horitzontals: en els verticals hi ha una obertura i els horitzontals estan separats per motllures. Les obertures de la planta baixa i del primer pis són d'arc rebaixat i les del segon pis són allandades; totes elles estan emmarcades per una motllura. La porta d'entrada és l'obertura central de la planta baixa i a sobre seu hi ha un balcó. L'edifici es corona per una balustrada de balustre.